# Robert Henry Sorgenfrey
Robert Henry Sorgenfrey (* 14. August 1915; † 7. Januar 1996) war ein US-amerikanischer Mathematiker.
Robert Sorgenfrey begann 1933 das Studium der Mathematik und Physik an der University of California, Los Angeles (UCLA). Er wurde 1941 an der University of Texas at Austin mit der Dissertation Concerning Triodic Continua bei Robert Lee Moore promoviert. Nach weiteren Studien an der University of Texas at Austin kehrte er 1942 nach Westwood zurück; seine gesamte weitere akademische Karriere erfolgte an der UCLA, wo er 1979 emeritiert wurde.
Mittels der nach ihm benannten Sorgenfrey-Geraden und Sorgenfrey-Ebene erzielte er das topologische Resultat, dass Produkte normaler Räume im Allgemeinen nicht wieder normal sind.